# تاريخ سلالة تشينغ الجديد
تاريخ سلالة تشينغ الجديد، هي مدرسة تأريخية اكتسبت شهرتها في الولايات المتحدة الأمريكية في منتصف تسعينيات القرن الماضي، من خلال تقديم مراجعة واسعة النطاق لتاريخ سلالة تشينغ في الصين بقيادة قومية المانشو. يميل المؤرخون الأرثوذكس إلى التأكيد على قوة شعب الهان في «إضفاء الطابع الصيني» على فكر ومؤسسات غزاتهم. بدأ العلماء الأمريكيون في تعلم المانشو واستفادوا من أرشيفات اللغات الصينية ولغة المانشو التي تم افتتاحها حديثًا، في ثمانينيات وأول تسعينيات القرن الماضي. وجد هذا البحث أن حكام المانشو كانوا أذكياءً في التلاعب برعاياهم، وطور الأباطرة إحساسًا بهوية المانشو واستخدموا نماذج الحكم في آسيا الوسطى بقدر ما فعلوا النماذج الكونفوشيوسية، منذ ثلاثينيات القرن السادس عشر وحتى القرن الثامن عشر على الأقل. اعتُبرت سلالة تشينغ في ذروة قوتها «الصين» ليست أكثر من جزء مهم من إمبراطورية أوسع بكثير امتدت إلى أراضي آسيا الداخلية في منغوليا والتبت ومنشوريا وسنجان (تركستان الصينية)، وذلك وفقًا لبعض الباحثين.
انتقد بعض الباحثين، مثل بينغ تي هو، نهج المبالغة في طبيعة المانشو في سلالة تشينغ، ويتهم البعض في الصين المؤرخين الأمريكيين بفرض مخاوف أمريكية على العرق والهوية أو حتى بسوء الفهم الإمبريالي لإضعاف الصين. وما يزال آخرون في الصين يتفقون على أن هذه الدراسة قد فتحت آفاقًا جديدة للتعمق في تاريخ سلالة تشينغ.
يجب تمييز استخدام «تاريخ سلالة تشينغ الجديد» باعتباره نهجًا مختلفًا عن المجلدات التأريخية لسلالة تشينغ، والتي بدأ مجلس الدولة الصيني بكتابتها منذ عام 2003؛ ويُطلق عليه أحيانًا اسم «تاريخ سلالة تشينغ الجديد» باللغة الإنجليزية. ويُعد هذا المشروع الوطني في الصين مراجعةً لـ مسودة تاريخ سلالة تشينغ في ثلاثينيات القرن الماضي، والتي كُتبت خصيصًا لدحض تاريخ سلالة تشينغ الجديد.

## وجهات النظر
يؤكد الباحثون البارزون الذين ارتبطوا بتاريخ سلالة تشينغ الجديد على الرغم من اختلافهم فيما بينهم حول نقاط مهمة تتعلق بها، بما في ذلك إيفلين راوسكي ومارك إليوت وباميلا كايل كروسلي ولورا هوستتلر وفيليب فوريت وغيرهم، على الدور «الآسيوي الداخلي» و «الأورواسي» الذي تصور سلالة تشينغ التي يحكمها المانشو على أنها تختلف اختلافًا جوهريًا عن معظم السلالات الصينية السابقة؛ مع وجود شبه مع الدولة العثمانية وسلطنة مغول الهند وسلالة رومانوف (الروسية) عبر الأراضي الأوراسية. وجادلوا بأن سلالة تشينغ تعتبر نفسها إمبراطوريةً عالميةً، ونظام حكم متعدد الجنسيات، والذي يعتبر، مع «الصين»، العنصر الأكثر مركزيةً وأهميةً من الناحية الاقتصادية في المنطقة. ويرجع هؤلاء المؤرخون تاريخ تأسيس الإمبراطورية إلى عام 1636، عندما تم إعلان إنشاء السلالة، وليس في عام 1644، عندما سيطرت سلالة تشينغ على بكين. جادل المؤرخون بأن هوية «المانشو» أُنشئت عن قصد بعد الاستيلاء على الصين وأن الهوية العرقية الجديدة كانت مهمةً ولكنها «قابلة للاستبدال» بسهولة بهوية أخرى. لعب الحكام الأوائل في الأسرة الحاكمة الدور الكونفوشيوسي لابن السماء؛ ولكن في نفس الوقت، غالبًا ما تبنوا أدوارًا أخرى لحكم المجموعات العرقية الأخرى، بغض النظر عن وزرائهم الذي حملوا إثنية الهان.
أظهر التوسع العسكري للحدود، الذي عارضه وزراء الهان في كثير من الأحيان لاستنزافه الموارد الصينية نفسها، أن إمبراطورية تشينغ لم تكن ضحية للإمبريالية فحسب، بل مارست الإمبريالية نفسها أيضًا. تبع بعض المؤرخين إيفلين راوسكي، إذ أطلقوا على فترة حكم سلالة تشينغ لقب «الحداثة المبكرة»، وليس «الإمبراطورية المتأخرة»، على أساس أن المانشو قد أنشؤوا إمبراطوريةً مركزيةً لم يكن من الممكن أن تنشئها سلالة مينغ.